# Jacques Renéaume de La Tache
Jacques Renéaume de La Tache, né le 7 avril 1725 à Laon et mort le 16 août 1796 à Bouillon (Belgique), est un journaliste et naturaliste français.
Fils d’un aide-major au château de Bouillon, il entre dans la carrière militaire où il parvient au grade de capitaine dans un régiment d'infanterie étrangère et où il est fait chevalier de Saint-Louis. S'étant retiré avec une modeste pension, il partage ses loisirs entre l'étude des lettres et celle de l'histoire naturelle. Il collabore au Journal encyclopédique et continue la Gazette des Gazettes.
Il se fait connaître surtout pour sa traduction des Observations physiques et morales sur l’instinct des animaux, leur industrie et leurs mœurs de Hermann Samuel Reimarus, qu'il explique et enrichit de ses propres observations — sur les amours des papillons, sur la ponte du coucou, sur l'industrie du castor — tout en combattant parfois les opinions de l'auteur.

## Source biographique
- Joseph-François Michaud et Louis Gabriel Michaud, Biographie universelle, ancienne et moderne : ou Histoire, par ordre alphabétique, de la vie publique et privée de tous les hommes qui se sont fait remarquer par leurs écrits, leurs actions, leurs talents, leurs vertus ou leurs crimes, t. 37, Paris, chez L.-G. Michaud, 1824, 582 p. (lire en ligne), p. 353.
- Jacques RENÉAUME DE LA TACHE dans Dictionnaire des journalistes (1600-1789)

## Note
1. ↑  Notice de la BnF
2. ↑  Acte de décès (à 71 ans) à Bouillon, vue 581/1129.
3. ↑  Amsterdam, Changuion, 2 vol., 1770. Première parution en 1760. On a, en ligne :
Allgemeine Betrachtungen über die Triebe der Thiere, hauptsächlich über ihre Kunsttriebe. Zum Erkenntniss des Zusammenhanges der Welt, des Schöpfers und unser selbst sur Google Livres, 2e édition, Hamburg, Johann Carl Bohn, 1762